# Trzech wielkich mężów restauracji Meiji
Trzech wielkich mężów restauracji Meiji – po japońsku 維新の三傑, ishin no sanketsu, dosłownie "trzech wybitnych mężów odnowy Meiji". Trzech przywódców i polityków XIX-wiecznych, którzy odegrali wiodącą rolę w obaleniu siogunatu Tokugawów, zawiązując sojusz między hanami Satsuma i Chōshū. 
Byli to:
- Toshimichi Ōkubo z Satsumy
- Takamori Saigō z Satsumy
- Takayoshi Kido (Kōin Kido) z Chōshū

Wszyscy trzej zmarli w latach 1877-1878: Saigō - stając na czele rebelii skierowanej przeciwko polityce modernizacji prowadzonej przez rząd Meiji; Ōkubo - w zamachu z 14 maja 1878; Kido - w wyniku przewlekłej choroby.